# Joe Bonamassa
Joseph Leonard „Joe“ Bonamassa (* 8. Mai 1977 in New Hartford, New York) ist ein amerikanischer Blues- und Bluesrock-Gitarrist, Sänger, Komponist und Texter.
In seiner Karriere entwickelte sich Bonamassa zu einem der führenden Bluesrock-Gitarristen der Gegenwart. Seit 2000 hat er fünfzehn Soloalben veröffentlicht, von denen dreizehn die Nummer 1 der Billboard Blues Charts erreichten. Er spielte mit zahlreichen bekannten Künstlern aus der Blues- und Rockszene und wurde dreimal für den Grammy Award nominiert. Zudem ist Bonamassa bekannt für seine beeindruckende Sammlung von Vintage-Gitarren und Verstärkern.
Im Jahr 2020 gründete er das unabhängige Plattenlabel Keeping the Blues Alive Records, das sich der Förderung von Bluesmusikern widmet. Zu den von ihm unterstützten Künstlern gehören unter anderem Dion DiMucci, Joanne Shaw Taylor und Larry McCray.

## Frühe Entwicklung
Bonamassa wuchs in Utica im US-Bundesstaat New York auf und ist väterlicherseits italienischer Abstammung. Sein Vater, der ein Gitarrengeschäft besaß, spielte eine zentrale Rolle in seiner musikalischen Entwicklung und führte ihn schon früh an den Bluesrock heran. Im Alter von vier Jahren begann Bonamassa mit dem Gitarrenspiel auf einer Chiquita-Gitarre, einer kleinen, handlichen Gitarre, die besonders für Kinder und Anfänger geeignet ist und stieg im Alter von 7 Jahren auf eine normale Gitarre um. Später erhielt er Unterricht bei Carmen Caramanica. Besonders prägend war die musikalische Förderung durch seinen Vater, der ihm Platten von britischen Bluesrock-Größen wie Eric Clapton und Jeff Beck vorspielte.
Bereits mit elf Jahren wurde er von der amerikanischen Gitarrenlegende Danny Gatton unterrichtet, und mit zwölf Jahren eröffnete er Konzerte für den legendären B.B. King. Zu dieser Zeit trat er mit seiner eigenen Band, Smokin' Joe Bonamassa, in New York und Pennsylvania auf.
Mit vierzehn Jahren wurde Bonamassa eingeladen, bei einer Veranstaltung des Gitarrenherstellers Fender zu spielen, wo er Berry Oakley Jr., den Sohn des Allman-Brothers-Bassisten, kennenlernte. Gemeinsam mit Oakley sowie Erin Davis, Sohn von Miles Davis, und Waylon Krieger, Sohn von Robby Krieger, gründete er die Band Bloodline. Obwohl Bloodline nur ein Album veröffentlichte, erregten sie durch ihre beiden Singles Stone Cold Hearted und Dixie Peach Aufmerksamkeit, insbesondere für Bonamassas herausragendes Gitarrenspiel.

## Solokarriere

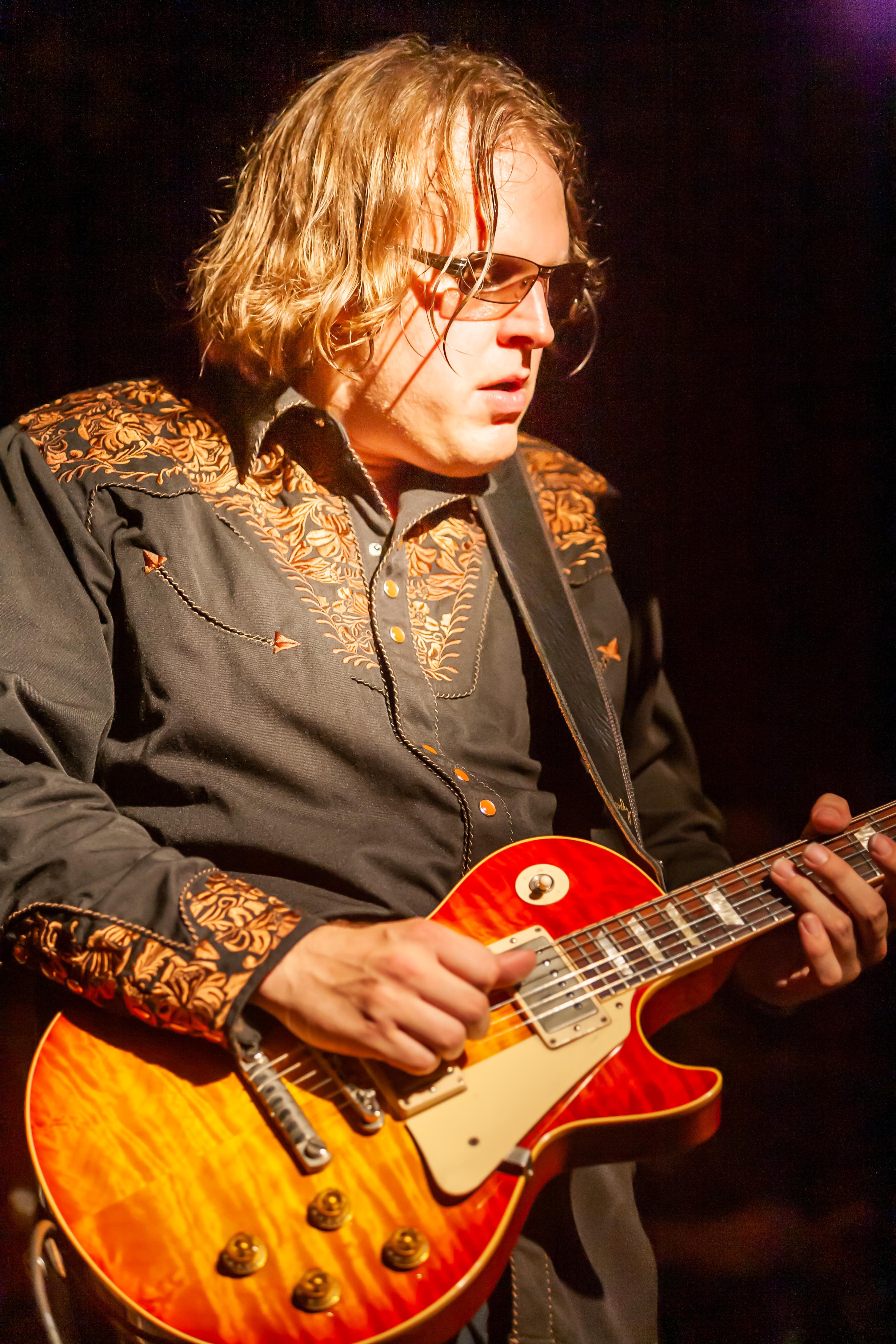
Joe Bonamassa (2007)

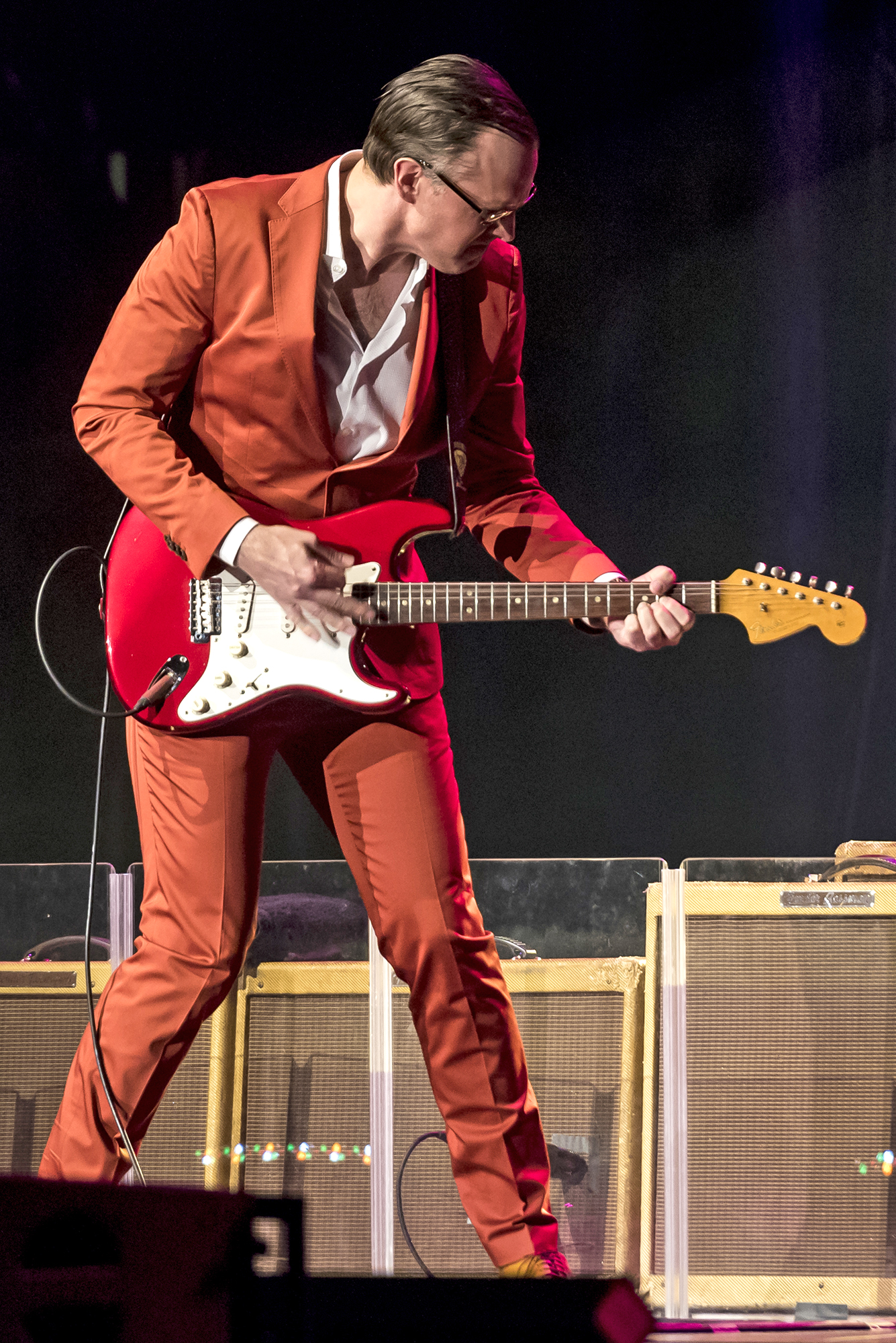
Joe Bonamassa (2016)

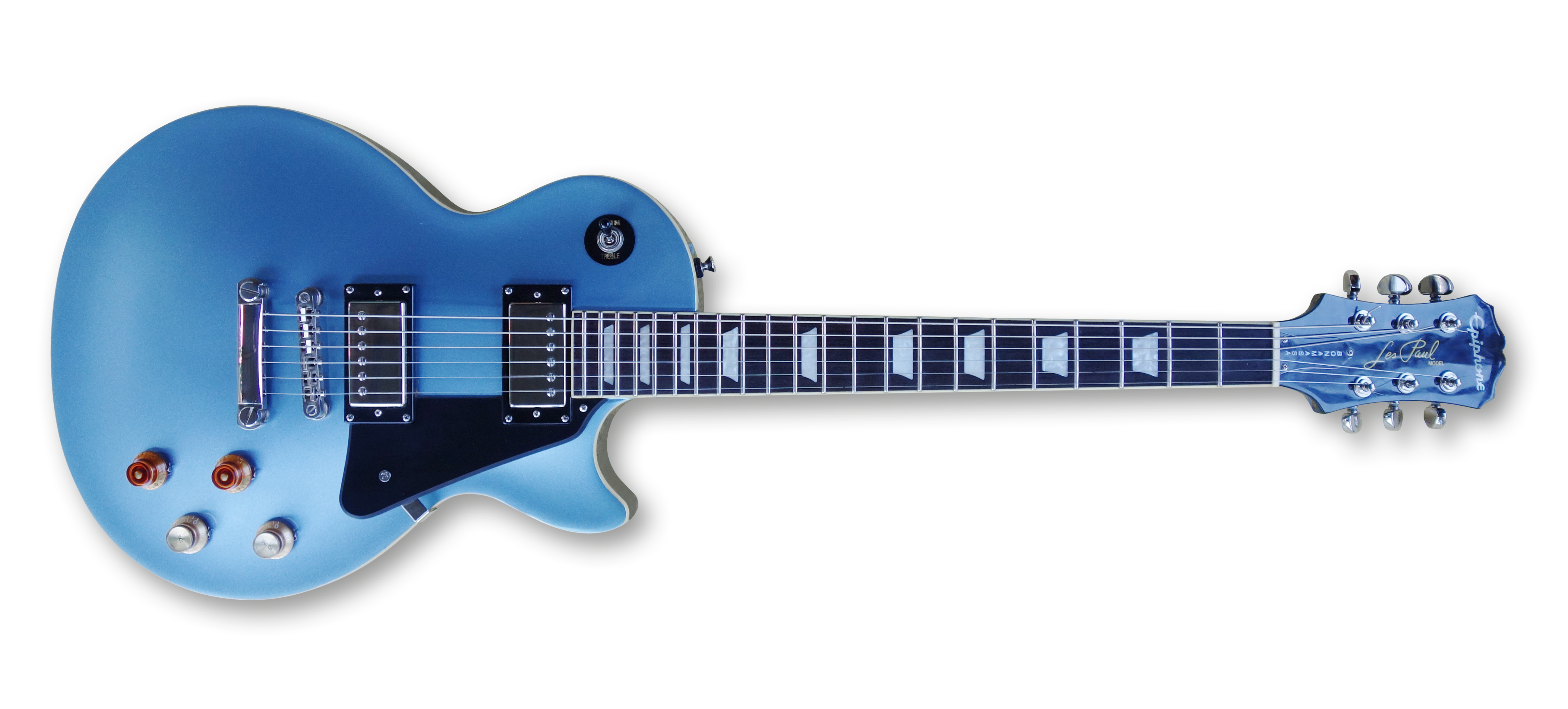
Signature-Modell des Herstellers Epiphone: „Joe Bonamassa Les Paul Standard“ – Limited Edition

Sein erstes Album, A New Day Yesterday, erschien 2000 und wurde von Tom Dowd produziert. Er spielte in einem Trio zusammen mit Kenny Kramme am Schlagzeug und Eric Czar am Bass. Nach einer Konzerttournee, die für das Album werben sollte, gingen Bonamassa und seine Mitmusiker 2002 erneut ins Studio, um das von Clif Magness produzierte Album So It’s Like That aufzunehmen. Das zweite Album ist rocklastiger als seine restlichen Werke und erreichte Platz eins in den Billboard-Blues-Charts. Während der Tournee zum Album wurde die Nachfrage nach einem traditionellen Bluesalbum immer größer, woraufhin die Band 2003, das nebenbei das „Jahr des Blues“ war, das nächste Album Blues Deluxe herausbrachte. Auf dem Album sind neun Coverversionen bekannter Bluesklassiker sowie drei Eigenkompositionen Bonamassas enthalten. Dieses Album erreichte ebenfalls Platz eins der Billboard-Blues-Charts. Bonamassas Album Had to Cry Today geht wieder mehr in Richtung des Bluesrock eines Rory Gallagher, dessen bekennender Fan Bonamassa ist (was sich in den früheren Jahren unter anderem darin zeigte, dass er jedes Konzert mit dem Stück Cradle Rock begann). Jedoch enthält es auch Elemente aus Country und Rockabilly. Bonamassa und seine Band tourten wieder zusammen mit B. B. King und Kenny Wayne Shepherd, anlässlich der Tour zu Kings achtzigstem Geburtstag. Ende 2005, kurz vor den Aufnahmen zum Album You and Me, trennte sich Bonamassa von seinen Bandkollegen, ohne dafür genauere Gründe anzugeben. Für die Aufnahmen engagierte er zahlreiche Studiomusiker wie Jason Bonham am Schlagzeug.
Zu seinen bevorzugten Instrumenten gehört das Modell Les Paul von Gibson. Außerdem spielt er Modelle der Gibson ES-335 und der Telecaster und Stratocaster von Fender.
Am 10. März 2012 bekam Bonamassa seine erste goldene Schallplatte für 100.000 verkaufte DVDs seines Konzertes in der Royal Albert Hall in London. Joe Bonamassa spielt neben Steve Morse Gitarre bei Jon Lords Neuaufnahme von Concerto for Group and Orchestra, die am 28. September 2012 erschienen ist.

## Black Country Communion
2010 schloss sich Bonamassa mit Glenn Hughes, Jason Bonham und Derek Sherinian zur Gruppe Black Country Communion zusammen; das gemeinsam produzierte Album Black Country Communion erschien am 16. September 2010. Das schlicht 2 betitelte Album erschien am 10. Juni 2011, die nachfolgende Europatournee wurde mit Live Over Europe auf CD festgehalten. Das vorerst letzte Studioalbum, Afterglow, wurde am 26. Oktober 2012 veröffentlicht. Bonamassa erklärte im März 2013 in einem Interview mit dem Magazin Premierguitar, dass seine Beteiligung an Black Country Communion beendet sei. Er sei glücklich, nun nicht mehr involviert zu sein und zufrieden mit dem, was er mit den drei Alben, die unter seiner Mitwirkung entstanden seien, hinterlassen habe. Die Band löste sich kurz danach auf.
2016 schloss sich die Band wieder zusammen und produzierte das Album BCCIV.

## Weitere Projekte
Seit 2013 ging Joe Bonamassa mehrfach mit Beth Hart auf Tournee und veröffentlichte mehrere gemeinsame Alben.
Bonamassa konzentrierte sich ab 2011 verstärkt darauf, über die sozialen Netzwerke seine Fangemeinde zu erweitern. Im Jahr 2015 hatte er bereits über zwei Millionen Follower auf Facebook.
Seine Stiftung Keeping the Blues Alive dient der Ausbildung und Unterstützung von Musikern. Sein Projekt Keeping the Blues Alive at sea bietet gut betuchten Gästen die Möglichkeit, Kreuzfahrten mit bekannten Bluesmusikern zu unternehmen.

## Privates
Bonamassa hatte bis 2012 eine langjährige Beziehung mit der schottischen Sängerin Sandi Thom.

## Diskografie
Studioalben

| Jahr | Titel Musiklabel                            | Höchstplatzierung, Gesamtwochen, AuszeichnungChartplatzierungen (Jahr, Titel, Musiklabel, Platzierungen, Wochen, Auszeichnungen, Anmerkungen) | Höchstplatzierung, Gesamtwochen, AuszeichnungChartplatzierungen (Jahr, Titel, Musiklabel, Platzierungen, Wochen, Auszeichnungen, Anmerkungen) | Höchstplatzierung, Gesamtwochen, AuszeichnungChartplatzierungen (Jahr, Titel, Musiklabel, Platzierungen, Wochen, Auszeichnungen, Anmerkungen) | Höchstplatzierung, Gesamtwochen, AuszeichnungChartplatzierungen (Jahr, Titel, Musiklabel, Platzierungen, Wochen, Auszeichnungen, Anmerkungen) | Höchstplatzierung, Gesamtwochen, AuszeichnungChartplatzierungen (Jahr, Titel, Musiklabel, Platzierungen, Wochen, Auszeichnungen, Anmerkungen) | Anmerkungen                                               |
| Jahr | Titel Musiklabel                            | DE | AT | CH | UK | US | Anmerkungen                                               |
| ---- | ------------------------------------------- | --- | --- | --- | --- | --- | --------------------------------------------------------- |
| 2000 | A New Day Yesterday Okeh                    | DE13 a (3 Wo.)DE | AT31 a (1 Wo.)AT | CH33 a (5 Wo.)CH | UK96 a (1 Wo.)UK | — | Erstveröffentlichung: 24. Oktober 2000                    |
| 2002 | So, It’s Like That Medalist                 | — | — | — | — | — | Erstveröffentlichung: 13. August 2002                     |
| 2003 | Blues Deluxe Medalist                       | — | — | — | — | — | Erstveröffentlichung: 26. August 2003                     |
| 2004 | Had to Cry Today Premier Artists            | — | — | — | — | — | Erstveröffentlichung: 24. August 2004                     |
| 2006 | You & Me Premier Artists                    | — | — | — | — | — | Erstveröffentlichung: 6. Juni 2006                        |
| 2007 | Sloe Gin J&R Adventures                     | DE79 (1 Wo.)DE | — | — | UK50 (1 Wo.)UK | US184 (1 Wo.)US | Erstveröffentlichung: 21. August 2007                     |
| 2009 | The Ballad of John Henry J&R Adventures     | DE39 (3 Wo.)DE | — | CH97 (1 Wo.)CH | UK26 Silber · (4 Wo.)UK | US103 (3 Wo.)US | Erstveröffentlichung: 20. Februar 2009 Verkäufe: + 60.000 |
| 2010 | Black Rock J&R Adventures                   | DE22 (4 Wo.)DE | AT49 (1 Wo.)AT | CH60 (2 Wo.)CH | UK14 (3 Wo.)UK | US39 (1 Wo.)US | Erstveröffentlichung: 23. März 2010                       |
| 2011 | Dust Bowl J&R Adventures                    | DE10 (7 Wo.)DE | AT32 (3 Wo.)AT | CH17 (3 Wo.)CH | UK12 Silber · (4 Wo.)UK | US37 (2 Wo.)US | Erstveröffentlichung: 22. März 2011                       |
| 2012 | Driving Towards the Daylight J&R Adventures | DE7 (9 Wo.)DE | AT13 (6 Wo.)AT | CH10 (8 Wo.)CH | UK2 (6 Wo.)UK | US23 (4 Wo.)US | Erstveröffentlichung: 22. Mai 2012                        |
| 2014 | Different Shades of Blue J&R Adventures     | DE3 (7 Wo.)DE | AT8 (4 Wo.)AT | CH5 (6 Wo.)CH | UK9 (5 Wo.)UK | US8 (5 Wo.)US | Erstveröffentlichung: 22. September 2014                  |
| 2016 | Blues of Desperation J&R Adventures         | DE3 (12 Wo.)DE | AT3 (6 Wo.)AT | CH1 (11 Wo.)CH | UK3 (7 Wo.)UK | US12 (4 Wo.)US | Erstveröffentlichung: 25. März 2016 Verkäufe: + 112.000   |
| 2018 | Redemption J&R Adventures                   | DE3 (8 Wo.)DE | AT3 (6 Wo.)AT | CH2 (10 Wo.)CH | UK7 (3 Wo.)UK | US26 (2 Wo.)US | Erstveröffentlichung: 21. September 2018                  |
| 2020 | Royal Tea J&R Adventures                    | DE5 (8 Wo.)DE | AT3 (3 Wo.)AT | CH4 (5 Wo.)CH | UK7 (2 Wo.)UK | US41 (1 Wo.)US | Erstveröffentlichung: 23. Oktober 2020                    |
| 2021 | Time Clocks J&R Adventures                  | DE3 (8 Wo.)DE | AT6 (2 Wo.)AT | CH4 (4 Wo.)CH | UK13 (1 Wo.)UK | US136 (1 Wo.)US | Erstveröffentlichung: 29. Oktober 2021                    |
| 2023 | Blues Deluxe Vol. 2 J&R Adventures          | DE7 (3 Wo.)DE | AT7 (3 Wo.)AT | CH6 (3 Wo.)CH | UK77 (1 Wo.)UK | — | Erstveröffentlichung: 6. Oktober 2023                     |
| 2025 | Breakthrough J&R Adventures                 | DE5 (… Wo.)DE | AT6 (… Wo.)AT | CH5 (… Wo.)CH | UK38 (1 Wo.)UK | — | Erstveröffentlichung: 18. Juli 2025                       |

mit Black Country Communion

## Produkte
- Gibson Joe Bonamassa Les Paul Standard 2016 Ltd. w/wo Bigsby
- Gibson Joe Bonamassa Les Paul Studio
- Gibson Joe Bonamassa 1961 ES-335 VOS
- Epiphone Joe Bonamassa Les Paul Standard
- Epiphone Ltd. Ed. Joe Bonamassa ES-355
- Klotz Joe Bonamassa Kabel
- Jim Dunlop Joe Bonamassa Fuzz Face Effektgerät
- Jim Dunlop Joe Bonamassa Crybaby WahWah Effektgerät
- Seymour Duncan Joe Bonamassa Pickup Set
- MXR FET Driver Joe Bonamassa
- Palmer Joe Bonamassa Speaker Simulator PDI 03 JB